# Basílica de Nuestra Señora de Chiquinquirá (Bogotá)
La Basílica de Nuestra Señora de Chiquinquirá de Bogotá es un templo de culto católico consagrado bajo la advocación de la Nuestra Señora del Rosario de Chiquinquirá, ubicado en la Carrera 13 con calle 51, en el sector de Chapinero, vecina del territorio de la Basílica de Nuestra Señora de Lourdes en la Ciudad de Bogotá, Colombia. El edificio es propiedad de los Frailes Dominicos y se encuentra dentro del territorio correspondiente a la Arquidiócesis de Bogotá.

## Historia
El edificio comenzó a construirse en 1919 y la parroquia fue erigida el 20 de agosto de 1948; siendo su primer párroco el Padre Fray Juan Alonso Suárez O.P. El templo fue terminado e inaugurado en 1959. Desde entonces ha sido administrado por los Frailes Dominicos.
El Papa Francisco la elevó a Basílica Menor en noviembre de 2023. La ceremonia litúrgica en la que será elevada al grado de Basílica está prevista para el domingo 7 de julio de 2024, y sería presidida por el Cardenal Luis José Rueda Aparicio, Arzobispo de Bogotá.

## Exterior
El templo es de un típico estilo gótico tardío, lo cual se puede constatar por los múltiples ornamentos tanto de la fachada como del interior. La conforma una planta de Cruz Latina, rodeada de múltiples capillas; La fachada está conformada por tres secciones, con tres puertas, ventanales laterales y un rosetón, el cual tiene en su frente la imagen de la Virgen de Chiquinquirá con San Andrés y San Antonio tal como aparece en el cuadro original; Pese a que carece de torres si tiene varias Campanas automatizadas. Toda la construcción está formada por concreto y ladrillo, revestida de arenisca o piedra caliza. 

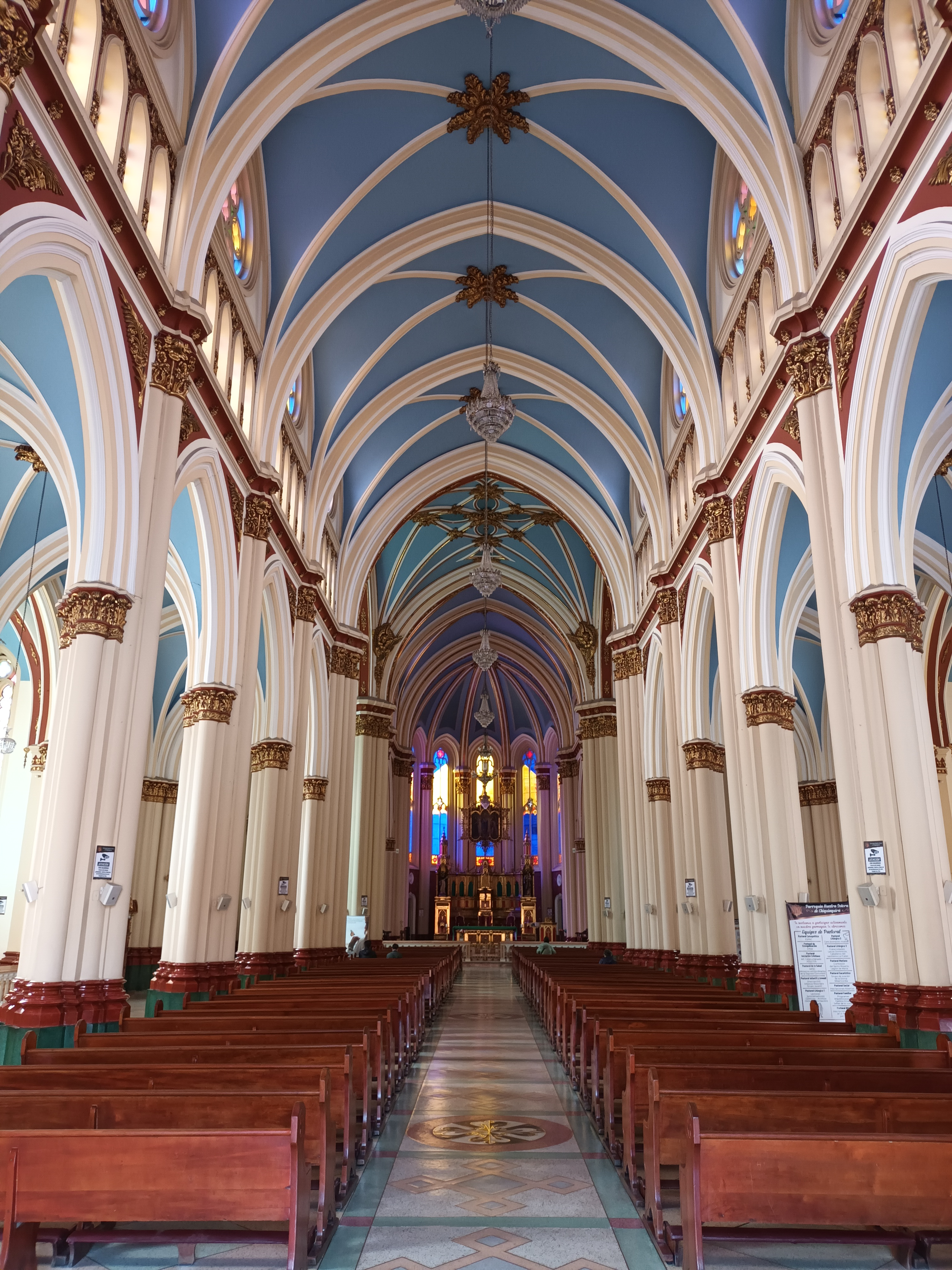
Nave Central hacia el Presbiterio

## Interior
Entrando al templo se encuentra sobre las puertas el sotacoro, las bóvedas de crucería de color azul, recuerdan a la Virgen María. La Nave Central se eleva 25 metros, al igual que el crucero (que no sobresale de la edificación ni ostenta ningún tipo de Cúpula o aguja), carece de tribunas o triforio. El claristorio mantiene ventanales góticos con pequeños rosetones también presentes en el crucero.
De las naves laterales sobresalen las capillas hexagonales con varios altares e imágenes, estas capillas contienen varios vitrales de origen checo. Al extremo de las Naves laterales se encuentran de la do derecho e izquierdo la capilla de San Martín y el Sagrario respectivamente. 
Las gruesas columnas se elevan con infinidad de ornamentos dorados, blancos y azules. En el ábside se encuentra el Presbiterio, construido con madera policromada y detalles dorados, al igual que el altar y los demás muebles. El Retablo es coronado por una reproducción del cuadro original de la Virgen de Chiquinquirá. 

## Subsuelo
El edificio no se encuentra propiamente a nivel de la calle, en la primera planta se encuentran Una librería religiosa, el despacho del párroco y La cripta, que ocupa la mayor parte de ésta planta. En la misma se encuentra una capilla en la que se celebra la misa habitualmente. En los extremos del exterior hay escaleras para el acceso al Templo parroquial.

## Galería
|           |
| El ábside |

|             |
| Presbiterio |

|                        |
| Capilla de la Asunción |

|             |
| Bautisterio |

|            |
| El crucero |

|                       |
| Detalle de la Fachada |

|                         |
| Detalle del presbiterio |